# Severino Menardi
Severino Menardi (* 1. November 1910 in Cortina d’Ampezzo; † 13. Januar 1978 ebenda) war ein italienischer Wintersportler, der in den nordischen und den alpinen Skidisziplinen aktiv war.

## Werdegang
Seine ersten Erfolge sammelte Menardi, der für die G.S. Fiamme Gialle startete, bei den Italienischen Meisterschaften im Alpinen Skisport. So gewann er den Titel in der Abfahrt sowie im Slalom und in der Kombination.
Bei den Olympischen Winterspielen 1932 in Lake Placid startete er erstmals auch in den Nordischen Disziplinen auf internationaler Ebene. Nach Rang 27 im Einzel des Skispringens erreichte er im Skilanglauf-Einzel über 18 km Rang 27. Im Einzel der Nordischen Kombination erreichte er den 21. Platz. Bei den Nordischen Skiweltmeisterschaften 1933 in Innsbruck erreichte er gemeinsam mit Frederico De Zulian, Andrea Vuerich und Sisto Scilligo mit der 4 × 10-km-Staffel den fünften Rang.
Bei den Italienischen Meisterschaften 1933 gewann er seinen ersten Titel in der Nordischen Kombination sowie im Skilanglauf. 1934 gewann er erneut Gold in der Alpinen Kombination. Zudem erreichte er im Slalom und in der Abfahrt den zweiten Platz und gewann damit Silber. Zudem gewann er in der Nordischen Kombination seinen zweiten Titel in Folge. 1935 gewann er noch einmal Gold in der Abfahrt. Im Skilanglauf-Einzel über 18 km erreichte er den Bronzerang.
Bei den Olympischen Winterspielen 1936 in Garmisch-Partenkirchen startete Menardi noch einmal in den nordischen Disziplinen. Im Skilanglauf-Einzel über 18 km landete er am Ende auf Rang 16. Im Einzel der Nordischen Kombination kam er nicht über Rang 20 hinaus. Mit der Skilanglaufstaffel, zu der auch Giulio Gerardi, Vincenzo Demetz und Giovanni Kasebacher gehörten, verpasste er eine Medaille nur knapp und landete am Ende auf Rang vier.
Nachdem Menardi wenig später erneut bei den Italienischen Meisterschaften Gold in der Nordischen Kombination gewann, holte er seinen letzten Titel in dieser Disziplin 1938. Zudem erreichte er 1938 auch seinen ersten und einzigen Titel im Skilanglauf.